# Maripipi
Maripipi is een gemeente in de Filipijnse provincie Biliran dat grotendeels op het eiland Maripipi ligt. Bij de laatste census in 2007 had de gemeente bijna 7 duizend inwoners.

## Geografie

### Bestuurlijke indeling
Maripipi is onderverdeeld in de volgende 15 barangays:
| - Agutay - Banlas - Bato - Binalayan West - Binalayan East - Burabod - Calbani - Canduhao | - Casibang - Danao - Ol-og - Binongto-an - Ermita - Trabugan - Viga |

## Demografie
Maripipi had bij de census van 2007 een inwoneraantal van 6.946 mensen. Dit zijn 1.373 mensen (16,5%) minder dan bij de vorige census van 2000. De gemiddelde jaarlijkse groei komt daarmee uit op -2,46%, hetgeen geheel afwijkt van het landelijk jaarlijks gemiddelde over deze periode (2,04%). Vergeleken met de census van 1995 is het aantal mensen met 907 (11,5%) afgenomen.

De bevolkingsdichtheid van Maripipi was ten tijde van de laatste census, met 6.946 inwoners op 27,83 km², 249,6 mensen per km².